# Thalassocalyce inconstans
Thalassocalyce inconstans is een soort in de taxonomische indeling van de ribkwallen (Ctenophora). 
De kwal behoort tot het geslacht Thalassocalyce en behoort tot de familie Thalassocalycidae. De wetenschappelijke naam van de soort werd voor het eerst geldig gepubliceerd in 1978 door Madin & Harbison.